# Ermita de Vilabella
L'Ermita de Vilabella és un edifici del municipi de Vilabella (Alt Camp). L'ermita està situada als afores de Vilabella del Camp, en un turó. És un edifici aïllat de planta rectangular i té unes dimensions de 18 metres de llarg per 11-50 metres d'ample. La construcció, d'una sola nau amb capelles laterals, conserva una porta lateral amb la data del 1732 i la porta principal d'arc de mig punt amb dovelles a salta-cavall. Ambdues portes, de pedra, es troben actualment tapiades amb maçoneria, que és així mateix el material bàsic de l'obra, tant dels murs com dels arcs de descàrrega. També s'utilitzen els carreus de pedra en els angles de l'edifici.

## Història
La petició per construir l'ermita de Vilabella del Camp es va fer amb data 1 de maig de l'any 1726. Una vegada obtingut el permís de l'arquebisbe de Tarragona, van iniciar-se les obres el 1729. La primera pedra fou col·locada el dia 5 de maig, i amb motiu d'aquest fet va celebrar-se una gran festa. Els problemes sorgits entre l'arquebisbe de Tarragona i el poble de Vilabella sobre el patronatge de l'ermita, juntament amb la mort del promotor de l'obra, va provocar la suspensió de les obres l'any 1732. A mitjan segle xix va utilitzar-se com a cementiri i actualment, malgrat els intents de Mn. Comamala de recuperar-la com a monument local, resta en estat d'abandó.